# Kahron Ross
Kahron Ross (Jonesboro, 6 oktober 1995) is een Amerikaans basketballer.

## Carrière
Ross speelde collegebasketbal voor de Lehigh Mountain Hawks van 2014 tot 2018. Hij werd niet gekozen in de NBA draft van 2018. Hij tekende daarop zijn eerste profcontract bij de PS Karlsruhe Lions in de Duitse competitie. In januari 2020 tekende hij bij de Albanese club KB Vllaznia. Het seizoen 2020/21 bracht hij door bij de Britse eersteklasser Cheshire Phoenix. Hij startte het seizoen 2021/22 bij het Oostenrijkse Swans Gmunden maar maakte in oktober 2021 de overstap naar BC Nokia waar hij de rest van het seizoen uitspeelde. In de zomer van 2022 speelde hij in The Basketball Tournament met Team Arkansas.
In januari 2023 maakte hij de overstap naar de Nederlandse Aris Leeuwarden als vervanger van Cameron Satterwhite waar hij de rest van het seizoen speelde in de BNXT League. Hij startte het seizoen 2023/24 voor de Tsjechische BK Ústí nad Labem maar maakte in oktober 2023 de overstap naar BC Nokia. Hij won met de club het landskampioenschap. Hij verlengde nadien zijn contract bij de club.

## Erelijst
- Fins landskampioen: 2024